# Hypogastrura utahensis
Hypogastrura utahensis är en urinsektsart som först beskrevs av John L. Wray 1953.  Hypogastrura utahensis ingår i släktet Hypogastrura och familjen Hypogastruridae. Inga underarter finns listade i Catalogue of Life.